# 2. Bundesliga Femenina
La 2 Bundesliga Femenina (en alemán: 2. Frauen-Bundesliga) es la segunda competición de liga de fútbol femenino en Alemania. Durante sus primeras 14 temporadas, la liga se dividió en dos grupos: Nord y Süd. El ganador y el subcampeón ascienden a la Bundesliga (a menos que sean equipos de reserva de los lados de la Bundesliga); los tres últimos lugares son relegados a la Regionalliga. Hasta la temporada 2017-18, en cada grupo, el ganador ascendía y los dos últimos descendían.
La liga se ha jugado como un grupo de 14 equipos desde la temporada 2018-19, y los segundos equipos de clubes no son elegibles para la promoción y solo se les permite tener tres jugadores mayores de 20 años.
Solo para la temporada 2020-21, el 2. Frauen-Bundesliga se dividió en dos grupos de 10 y nueve equipos cada uno debido a que se suspendió el descenso para la temporada 2019-20 como resultado de la pandemia de COVID-19. Los dos ganadores de grupo ascendieron a la Frauen-Bundesliga para la temporada 2021-22. A partir de la temporada 2021-22, se volvió a utilizar un solo grupo.

## Equipos participantes
| Equipo                 | Ciudad     | Estadio                        | Capacidad |
| ---------------------- | ---------- | ------------------------------ | --------- |
| SG Andernach           | Andernach  | Estadio am Bassenheimer Weg    | 15,220    |
| Eintracht Fráncfort II | Fráncfort  | Estadio am Brentanobad         | 5,200     |
| SC Friburgo II         | Friburgo   | Schönbergstadion               | 3,000     |
| FSV Gütersloh          | Gutersloh  | Arena de Tönnies               | 4,252     |
| 1899 Hoffenheim II     | Sinsheim   | Ensinger-Stadion               | 4,000     |
| FC Ingolstadt          | Ingolstadt | Estadio ESV                    | 11,481    |
| 1. FC Colonia II       | Colonia    | Neue Sandkaul                  | 2,500     |
| RB Leipzig             | Leipzig    | Sportanlage Gontardweg         | 1,300     |
| Carl Zeiss Jena        | Jena       | Ernst-Abbe-Sportfeld           | 10,445    |
| Bayern Múnich II       | Múnich     | Campus FC Bayern               | 2,500     |
| 1. FC Núremberg        | Núremberg  | Parque deportivo Valznerweiher | 7,000     |
| Turbine Potsdam II     | Potsdam    | Sportforum Waldstadt           | 5,000     |
| SC Sand                | Willstätt  | Estadio Kühnmatt               | 2,000     |
| VfL Wolfsburgo II      | Wolfsburgo | Estadio AOK                    | 5,200     |

## Palmarés
Lista de campeones.
| Temporada | Norte                      | Sur                     |
| 2004-05   | FFC Brauweiler Pulheim     | VfL Sindelfingen        |
| 2005-06   | VfL Wolfsburgo             | TSV Crailsheim          |
| 2006-07   | SG Wattenscheid 09         | 1. FC Saarbrücken       |
| 2007-08   | HSV Borussia Friedenstal   | FF USV Jena             |
| 2008-09   | Tenis Borussia Berlín      | 1. FC Saarbrücken       |
| 2009-10   | HSV Borussia Friedenstal   | Bayer 04 Leverkusen     |
| 2010-11   | Hamburgo SV II1            | SC Friburgo             |
| 2011-12   | 1. Turbine FFC Potsdam II2 | VfL Sindelfingen        |
| 2012-13   | BV Cloppenburgo            | TSG 1899 Hoffenheim     |
| 2013-14   | 1. Turbine FFC Potsdam II3 | Arena SC                |
| 2014-15   | 1. FC Lubars4              | 1. FC Colonia           |
| 2015-16   | MSV Duisburgo              | TSG 1899 Hoffenheim II5 |
| 2016-17   | Werder Bremen              | TSG 1899 Hoffenheim II6 |
| 2017-18   | Borussia Monchengladbach   | TSG 1899 Hoffenheim II7 |
| Temporada | Campeones                  | Subcampeones            |
| 2018-19   | Bayern Múnich II8          | VfL Wolfsburgo II8      |
| 2019-20   | Werder Bremen              | VfL Wolfsburgo II9      |
| Temporada | Norte                      | Sur                     |
| 2020-21   | Carl Zeiss Jena            | 1. FC Colonia           |
| Temporada | Campeones                  | Subcampeones            |
| 2021-22   | SV Meppen                  | MSV Duisburgo           |
| 2022-23   | RB Leipzig                 | 1. FC Núremberg         |

- 1  Hamburgo II fue el primer equipo de reserva que ganó la liga. Como los equipos de reserva no son elegibles para la promoción, subcampeones 1. FC Lokomotive Leipzig fueron promovidos.
- 2  Los subcampeones FSV Gütersloh 2009 fueron promovidos.
- 3  Los subcampeones Herford fueron promovidos.
- 4  Lübars no solicitó una licencia de la Bundesliga por razones financieras. Los subcampeones Werder Bremen fueron promovidos.
- 5  se promovieron subcampeones Borussia Mönchengladbach.
- 6  subcampeón 1. FC Colonia fueron promovidos.
- 7  Como los dos mejores equipos de reserva (los subcampeones fueron  Bayern Munich II), se promovieron el tercer lugar Bayer 04 Leverkusen.
- 8  Como los dos mejores equipos de reserva, el tercer lugar 1. FC Köln y USV Jena de cuarto lugar fueron promovidos.
- 9  Como los equipos de segundo y tercer lugar eran equipos de reserva, se promovieron los equipos de reserva, el cuarto lugar  SV Meppen.